# Lac-Brome
Pour les articles homonymes, voir Brome (homonymie).
Lac-Brome est une ville située dans la municipalité régionale de comté de Brome-Missisquoi, dans la région administrative de l'Estrie et la région touristique de Cantons de l'Est, au Québec (Canada).

## Géographie
La ville contient le lac Brome qui est la source de la rivière Yamaska Nord.

### Secteurs
La ville est issue du regroupement en 1971 des villages de Knowlton et de Fulford avec la municipalité de canton de Brome. Elle comprend aujourd'hui les villages et secteurs suivants :
- Knowlton
- Foster
- West Brome
- Iron Hill
- Bondville
- Fulford
- East Hill

## Histoire
- 1894 - Inauguration à Knowlton de la bibliothèque Pettes, la première bibliothèque publique gratuite du Québec.
- 2 janvier 1971 - Regroupement de la municipalité de canton de Brome (y compris Bondville, Fulford, Iron Hill et West-Brome) et des municipalités de village de Knowlton et Foster sous le nom de Lac-Brome[1].

## Démographie
| 1991  | 1996  | 2001  | 2006  | 2011  | 2016  | 2021  |
| ----- | ----- | ----- | ----- | ----- | ----- | ----- |
| 4 824 | 5 073 | 5 444 | 5 629 | 5 609 | 5 495 | 5 923 |

## Administration
Les élections municipales se font en bloc et suivant un découpage de six districts.
| Lac-Brome Maires depuis 2003                                                                                         |                  |         |          |
| Élection | Maire            | Qualité | Résultat |
| 2003 | Richard Wisdom   |         | Voir     |
| 2005 | Richard Wisdom   | Voir    |          |
| 2009 | Gilles Decelles  |         | Voir     |
| 2013 | Richard Burcombe |         | Voir     |
| 2017 | Richard Burcombe | Voir    |          |
| 2021 | Richard Burcombe | Voir    |          |
| Élection partielle en italique Depuis 2005, les élections sont simultanées dans toutes les municipalités québécoises |                  |         |          |

## Éducation
Le centre de services scolaire du Val-des-Cerfs et la commission scolaire Eastern Townships desservent la population.

## Dans la culture populaire
La république de Sarah
13 épisodes de la série télévisée américaine ont été filmés au Québec en 2021. Des scènes ont été tournées devant le Musée du comté de Brome. La république de Sarah est diffusé sur Citytv depuis le 10 novembre 2021.

## Évènements
Depuis 1856, l'Expo de Brome est un incontournable dans la ville. C'est une foire agricole où il y a plusieurs concours et aussi des expositions d'artisanat et d'horticulture. 

## Activités
- Tour des Arts
- Canard en fête
- Course à pied Le Tour du Lac Brome Merrell[5]
- La ferme du canard du lac-Brome
- Lac Brome et sa marina
- Sentiers Coldbrook
- Farmer's Market
- Circuit patrimonial
- Musée Lac-Brome
- Marchands d'antiquités et boutiques
- Poulet Chez Gary rue Victoria Knowlton
- Théâtre Lac Brome
- Spa et Auberge West-Brome
- Grange ronde, chemin Scottsmore, West-Brome
- Magasin général West-Brome & Fulford

## Galerie

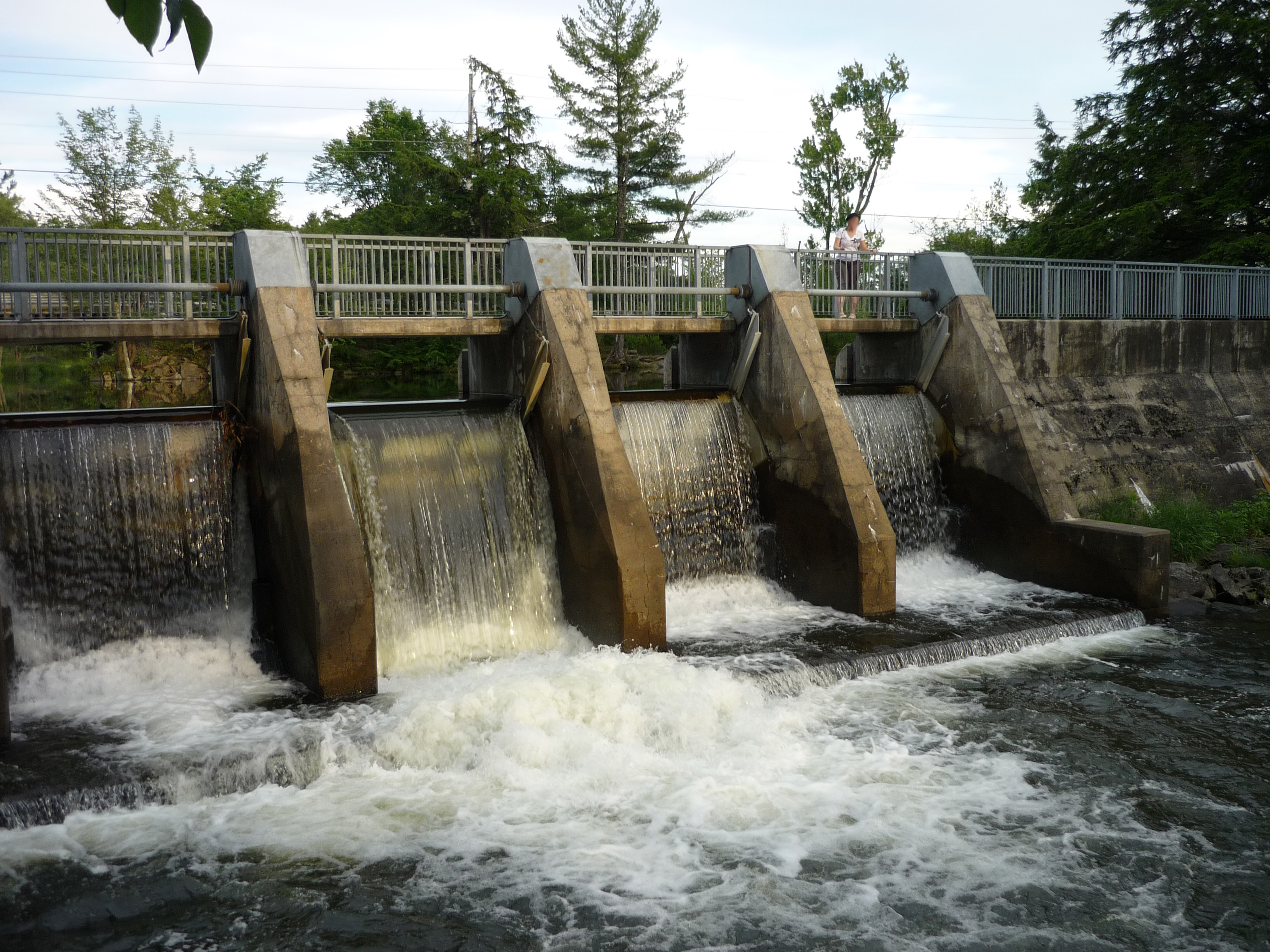
Barrage sur la rivière Yamaska près de Foster.
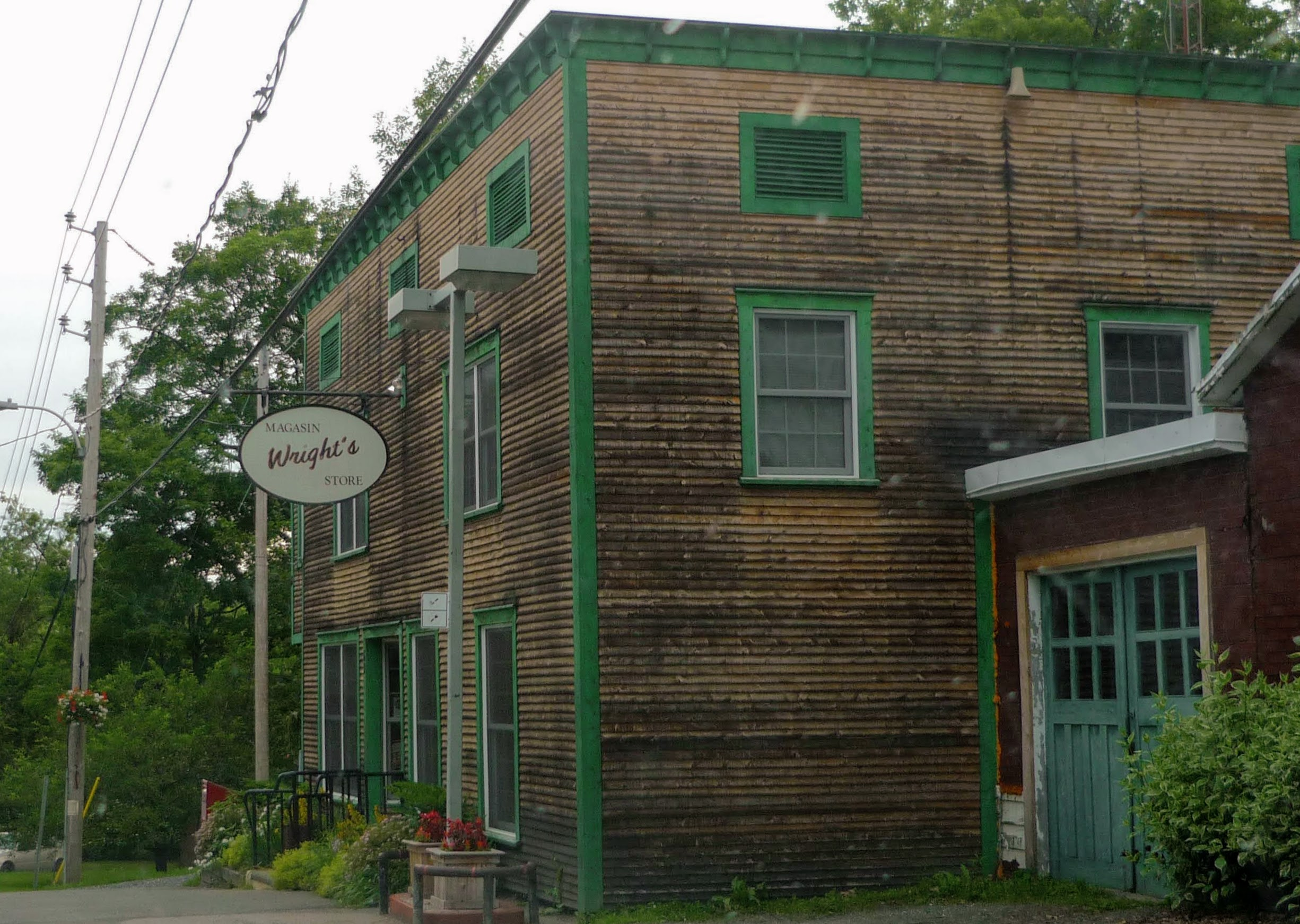
Magasin Wright de Fulford.
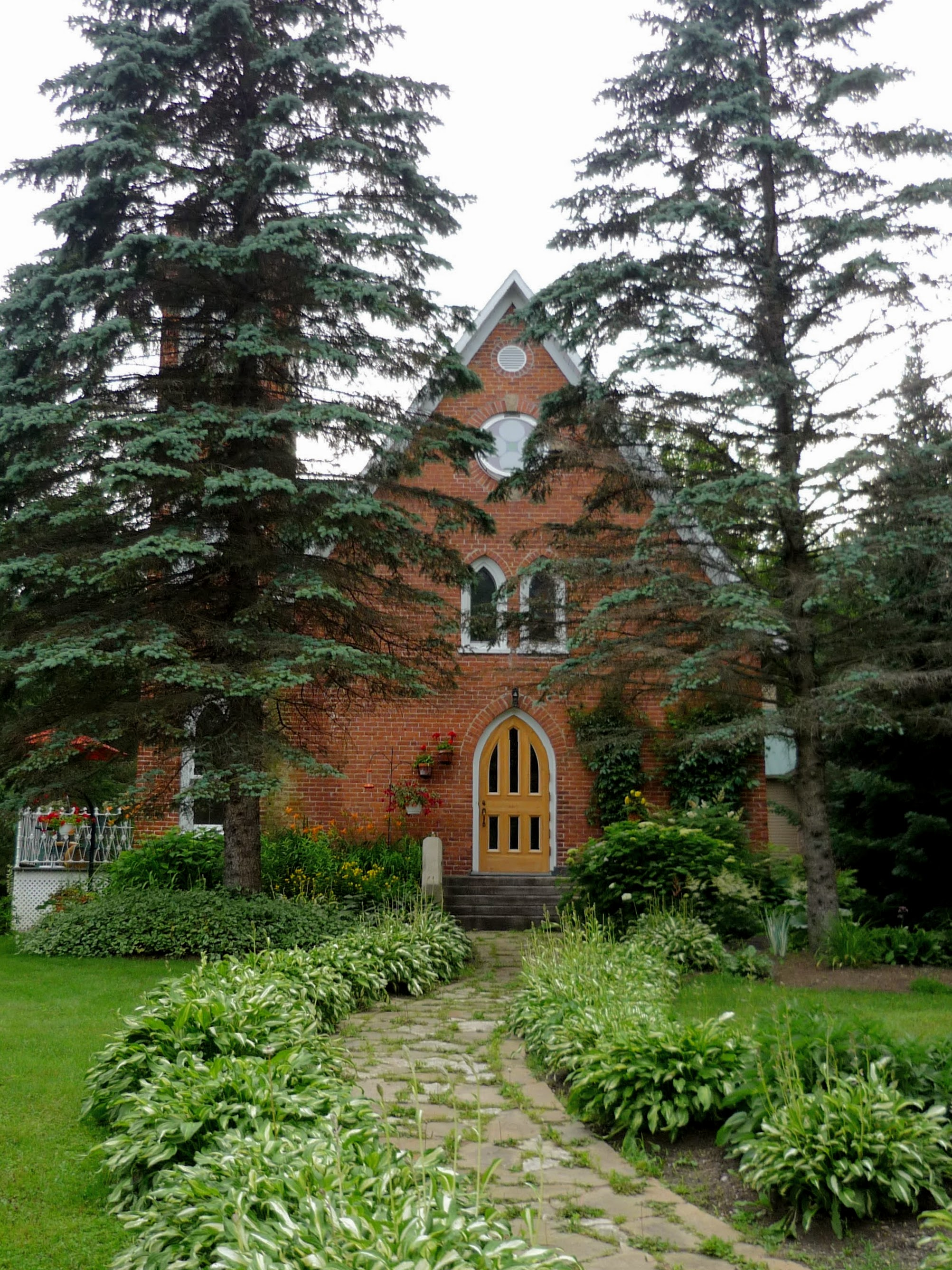
Ancienne église anglicane Saint Stephen's de Fulford.
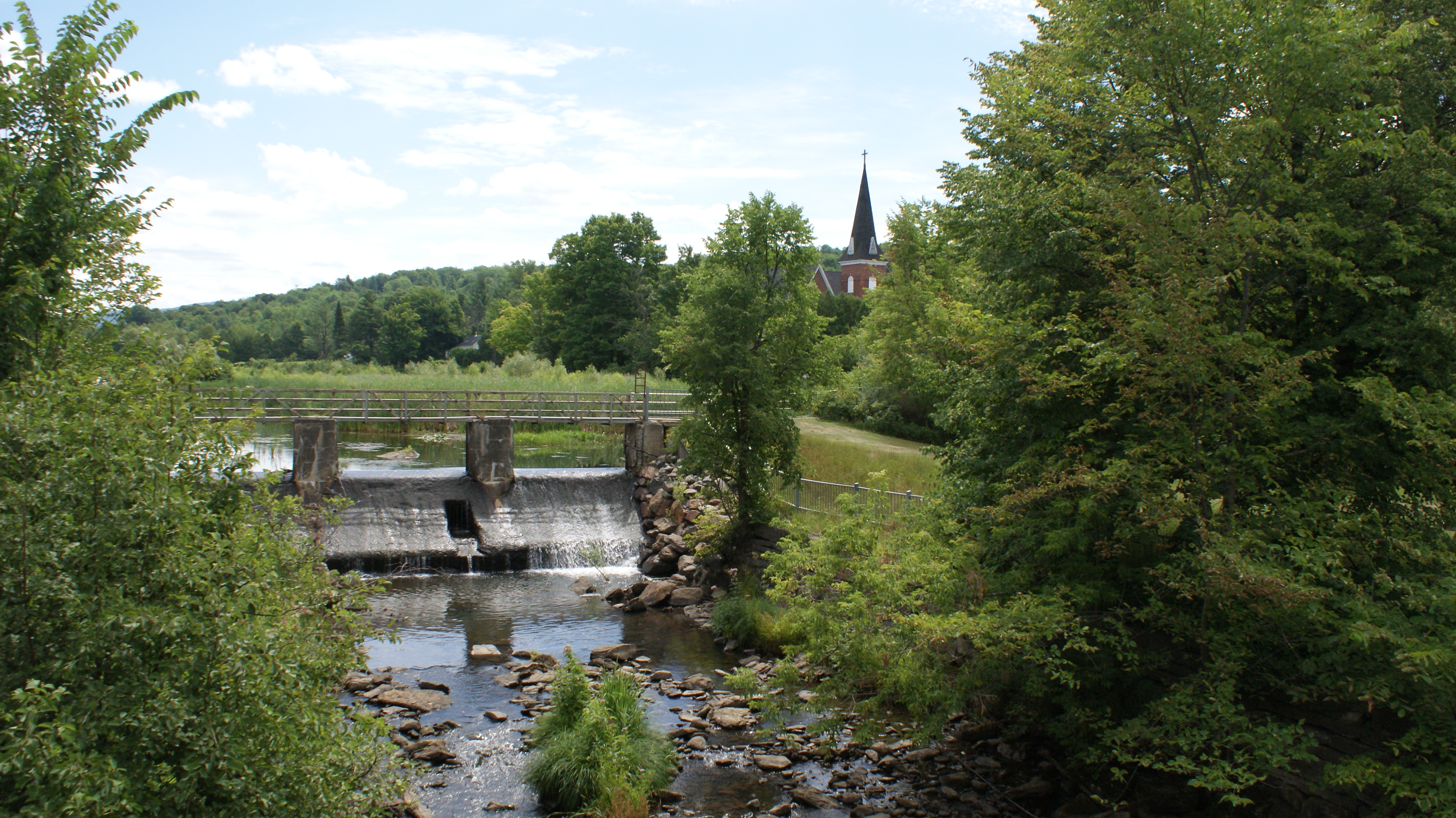
Barrage à Knowlton.